# Xí nghiệp hương trấn
Xí nghiệp hương trấn (tiếng Trung: 乡镇企业, bính âm: Xiāngzhèn qǐyē) là tên chung chỉ loại hình doanh nghiệp tập thể do chính quyền hoặc tập thể nông dân ở các hương và trấn ở Trung Quốc thành lập từ sau cải cách 1978.

## Khái quát
Đây là những doanh nghiệp vừa và nhỏ hoặc rất nhỏ. Có tới 99% xí nghiệp hương trấn có không quá 50 lao động. Chính quyền Trung Quốc xếp các doanh nghiệp này vào một khu vực riêng. Năm 1997, Trung Quốc ban hành Luật Xí nghiệp hương trấn để điều chỉnh khu vực này.
Trong suốt hai mươi năm đầu tiên từ khi mở cửa, các xí nghiệp hương trấn là một trong những khu vực năng động nhất trong nền kinh tế Trung Quốc và có tốc độ tăng trưởng rất nhanh. Trong những năm hoàng kim (1985-95), tổng giá trị sản lượng của khu vực này tăng với tốc độ bình quân hàng năm là 24,7% theo giá cố định (38,1% theo giá thực tế) Năm 1995, tỷ trọng của khu vực này trong GNP của Trung Quốc là 25,5%, trong tổng giá trị sản lượng công nghiệp là 55,8%  và trong tổng giá trị xuất khẩu là 49,5%.
Mặc dù đóng tại khu vực nông thôn, song hầu hết các xí nghiệp hương trấn hoạt động trong lĩnh vực công nghiệp, ngoài ra còn trong lĩnh vực nông nghiệp, thương nghiệp, vận tải, xây dựng.
Xí nghiệp hương trấn có thể do chính quyền các hương và trấn thành lập. Giang Tô là nơi tiêu biểu cho kiểu xí nghiệp hương trấn này.
Xí nghiệp hương trấn cũng có thể do tập thể nông dân thành lập. Ôn Châu là nơi tiêu biểu cho kiểu này.
Kiểu xí nghiệp hương trấn thứ ba là kiểu có sự tham gia của vốn nước ngoài. Theo luật pháp Trung Quốc thời kỳ mới cải cách thì các xí nghiệp có vốn nước ngoài đều phải hướng vào xuất khẩu, vì thế các doanh nghiệp này đều lấy thị trường) nước ngoài làm thị trường chính. Miền Nam Trung Quốc, nhất là Quảng Đông là nơi tiêu biểu cho kiểu xí nghiệp hương trấn này.

## Quá trình phát triển
Loại hình xí nghiệp này nở rộ ngay khi Trung Quốc tiến hành mở cửa. Vì khu vực này đóng góp đáng kể cho nguồn thu ngân sách của chính quyền địa phương, nên nó được các chính quyền địa phương hậu thuẫn. Mặt khác, các xí nghiệp hương trấn hoạt động trong những thị trường ngách, nên ít chịu sự cạnh tranh của các doanh nghiệp nhà nước độc quyền.
Tuy nhiên trong những năm 1984-1985, loại hình này gặp phải đợt suy thoái thứ nhất, do chính quyền Trung Quốc thắt chặt tín dụng.
Trong các năm 1996 và 1997, khu vực xí nghiệp hương trấn gặp phải đợt suy thoái thứ hai do kinh tế Trung Quốc tăng trưởng chậm lại và khu vực Đông Á bị khủng hoảng kinh tế.
Năm 1997, Trung Quốc có luật về xí nghiệp hương trấn, và khu vực này có sự chuyển biến. Nhiều xí nghiệp hương trấn đã chuyển đổi thành các doanh nghiệp tư nhân hoặc doanh nghiệp cổ phần.